# Cristóbal Parra
Cristóbal Parra (Elda, 1912-Charleval, 1984) fue un destacado dirigente anarcosindicalista español.
Miembro de la Confederación Nacional de Trabajadores (CNT), de las Juventudes Libertarias (JL) y de la Federación Anarquista Ibérica (FAI), estuvo especialmente activo en su localidad y natal y la provincia de Alicante durante su juventud. Tras la Guerra Civil se exilió en Francia, donde destacó por reconstruir las Juventudes Libertarias llegando a dirigirlas como secretario general entre 1945 y 1947. Después ocupó los cargos de secretario de propaganda y director de la revista libertaria, Ruta. Más tarde fue dirigente de la CNT en Allenh y secretario de propaganda en Provenza, escribiendo en distintas publicaciones del exilio español.